# Jean-Baptiste Coppieters 't Wallant (1770-1840)
Jean-Baptiste Coppieters, seigneur de 't Wallant, né le 8 décembre 1770 à Bruges et mort le 8 juillet 1840 à Poperinge, est un homme politique belge.

## Biographie
Descendant du ministre Jean-Baptiste Coppieters et parent du bourgmestre Robert Coppieters, Jean-Baptiste Coppieters 't Wallant appartenait à la noble famille Coppieters qui occupait des postes élevés depuis plusieurs générations, d'abord à Courtrai, puis à Bruges et à Bruxelles. Son père, Jean-Baptiste Coppieters (1732-1797), seigneur de 't Wallant, est devenu conseiller de Bruges et échevin du Franc de Bruges. Sa mère, Isabelle van Zuylen van Nyevelt (1749-1819), était la fille du premier échevin et maître de poste Jean-Bernard van Zuylen van Nyevelt, ainsi que la sœur du baron Jean-Jacques van Zuylen van Nyevelt. En 1801, il épousa Marie-Thérèse van Renynghe (1769-1837), fille de Benoît van Renynghe, bourgmestre de Poperinge. Il est le père de Jean-Baptiste Coppieters 't Wallant.

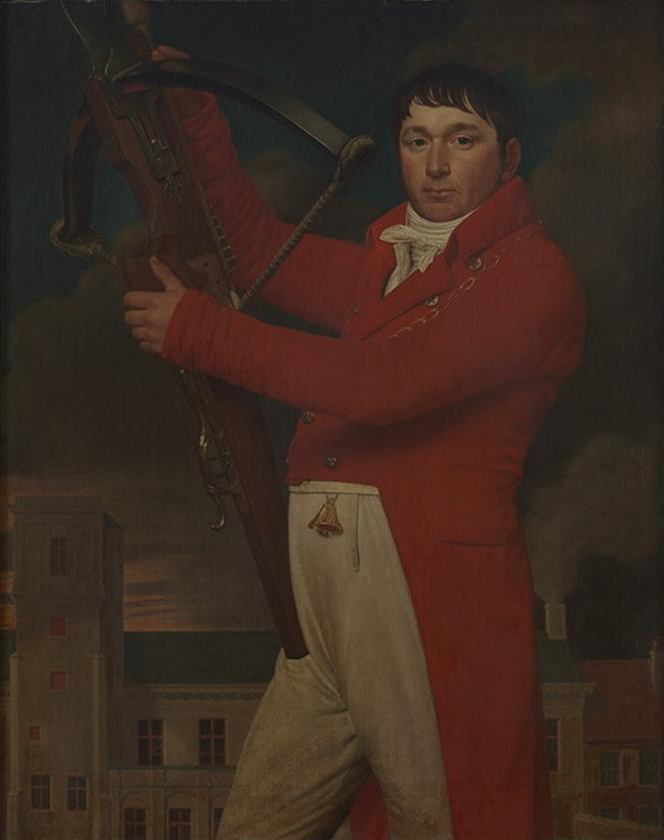

Dès ses premières années, Coppieters 't Wallant a joué un rôle politique. En 1793 (dernière période autrichienne), il était conseiller municipal à Bruges, compétent pour les questions de police et, par la suite, pour les échevins. Après s'être installé à Poperinge, il est devenu conseiller municipal puis maire en 1803.
Sous le royaume uni des Pays-Bas, il retourne vivre à Bruges. Bien qu'il portât la réputation d'un extrême français ou impérialiste, il devint membre du Conseil provincial de Flandre occidentale en 1816 et conseiller municipal, l'année suivante des échevins de la ville de Bruges. En 1822, il obtient la reconnaissance de la noblesse héréditaire, sous le nom de Coppieters 't Wallant.
À partir de 1829, il fait partie des opposants au régime « néerlandais ». En l'absence du bourgmestre Veranneman, il fut le premier échevin, bientôt nommé maire, à prendre des mesures d'application de la loi pendant les jours d'août et de septembre 1830, ainsi que pendant les jours turbulents d'octobre. Le 15 novembre 1830, après les élections, il devient le premier bourgmestre de Bruges en Belgique indépendante.
Coppieters était très populaire, déjà parmi les électeurs. En 1836, il fut réélu avec 453 des 508 électeurs de Bruges. À sa mort dans sa résidence d'été à Poperinge en 1840, il était décrit dans De Gazette van Brugge (nl) comme « un homme bon enfant, ferme et audacieux, affable et considéré par tout le monde ».

## Mandats et fonctions
- Maire de Poperinge : 1803-
- Conseiller provincial de Flandre-Occidentale : 1816-
- Bourgmestre de Bruges :  1830-1841